# Библия и гомосексуальность
Книги Библии Ветхого и Нового Заветов содержат шесть фрагментов, которые в религиях, базирующихся на Библии, — иудаизме, христианстве и исламе — на протяжении их истории рассматриваются как запрещающие гомосексуальное поведение из-за его греховности.
Библейские тексты затрагивают исключительно гомосексуальное поведение. Современные представления о гомосексуальной ориентации Библия не содержит.

## Тексты Ветхого Завета

### Содом и Гоморра

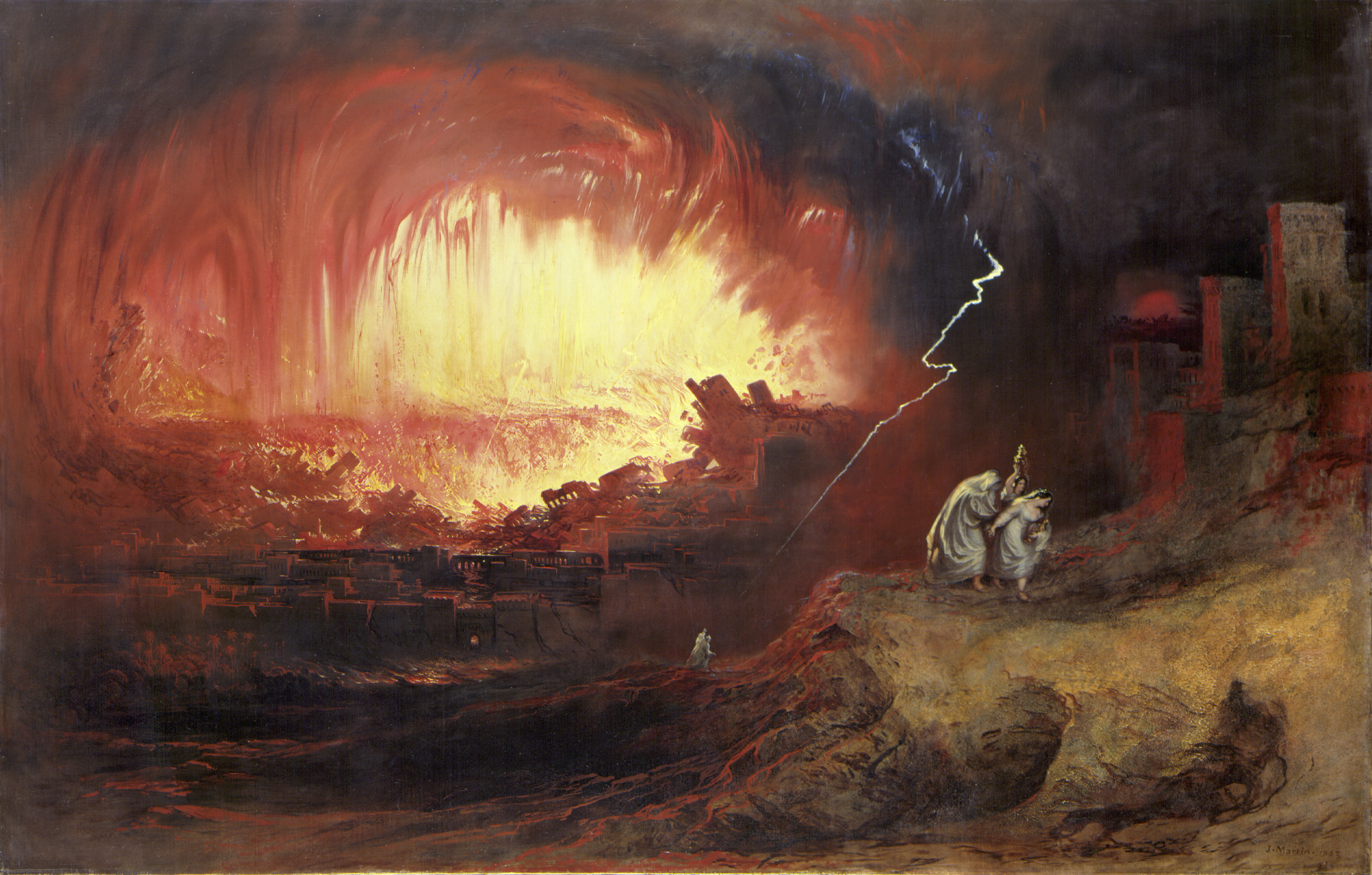
Уничтожение Содома и Гоморры, Джон Мартин (John Martin), 1852

Повествование о грехе жителей Содома и Гоморры и уничтожении этих городов содержится в тексте Быт. 19:4—11. Это повествование является одним из наиболее частых аргументов против гомосексуальных отношений.
В соответствии с библейским повествованием, накануне разрушения городов Авраам принимал ангелов Господа, которые явились ему у дубравы Мамре. Узнав о готовящемся наказании, Авраам, у которого был племянник Лот, поселившийся в Содоме, просил Господа пощадить города ради праведников, которые там могут находиться, и получил обещание, что города будут помилованы, если в них найдется хотя бы десять праведников (Быт. 18:23-33). Два Ангела пришли в Содом вечером, когда Лот сидел у ворот Содома. Лот увидел их и упросил остановиться у него на ночлег.
Далее эта история описана следующим образом:

Ещё не легли они спать, как городские жители, содомляне, от молодого до старого, весь народ со всех концов города, окружили дом и вызвали Лота и говорили ему: где люди, пришедшие к тебе на ночь? выведи их к нам; и мы познаем их. Лот вышел к ним и запер за собою дверь, и сказал [им]: братья мои, не делайте зла; вот у меня две дочери, которые не познали мужа; лучше я выведу их к вам, делайте с ними, что вам угодно, только людям сим не делайте ничего, так как они пришли под кров дома моего. Но они сказали: вот пришелец, и хочет судить? Теперь мы хуже поступим с тобою, нежели с ними. И очень подступили к человеку сему, к Лоту, и подошли, чтобы выломать дверь.
— Быт. 19:4-9
Далее Библия повествует что ангелы поразили слепотой жителей Содома и велели Лоту и его семье спастись на горе, однако Лот возразил им и предложил бежать в небольшой город Сигор, расположенный ближе. Бог согласился на предложение Лота и обещал не уничтожать этот город «в угоду» ему (Быт. 19:15-23). Сразу после бегства Лота с семьёй с небес пролились огонь и сера, и города были сожжены.
В книге пророка Иезекииля грехи этих городов описываются следующим образом: 

«Вот в чём было беззаконие Содомы, сестры твоей и дочерей её: в гордости, пресыщении и праздности, и она руки бедного и нищего не поддерживала. И возгордились они, и делали мерзости пред лицом Моим, и, увидев это, Я отверг их» (Иез. 16:49-50).

### Гива Вениаминова
В повествовании Книги Судей в 19 главе описывается история, которая похожа на историю Содома и Гоморры. Некий левит со своей наложницей оказываются во время путешествия в чужом городе (Гиве Вениаминовой), где их гостеприимно оставляет на ночь один из жителей. Однако другие жители оказываются «людьми развратными» и хотят совершить надругательство над гостем:
Тогда как они развеселили сердца свои, вот, жители города, люди развратные, окружили дом, стучались в двери и говорили старику, хозяину дома: выведи человека, вошедшего в дом твой, мы познаем его (Суд. 19:22).
Хозяин, подобно Лоту, готов пожертвовать своей дочерью, чтобы исполнить долг восточного гостеприимства и спасти честь гостей. Завершается история тем что левит отдаёт толпе свою наложницу, которая в результате изнасилования погибает, а позднее всё население Гивы Вениаминовой, а также практически всё колено Вениаминово истребляются в гражданском противостоянии.
Интерпретация этого отрывка консервативным богословием аналогична интерпретации текста повествования о Содоме и Гоморре, текст рассматривается в контексте осуждения гомосексуальных отношений.
При этом комментаторы обращают внимание на то, что разрушенная религиозная жизнь имеет катастрофические последствия, в частности, приводит к безнравственности и угрожает существованию общества и государства.

### Заповеди книги Левит
Одними из самых важных постулатов Библии, затрагивающих тему гомосексуализма, являются заповеди провозглашенные Моисеем, изложенные в книге Левит 18:22 и 20:13. В книге Левит изложен запрет сексуальных отношений, которые Библией причисляются к «мерзости» (18:22, 26-27, 29) и «гнусному обычаю» (18:30, 23). Упомянутые фрагменты являются единственным сформулированными в Ветхом Завете законами, затрагивающими вопросы мужского гомосексуализма.

#### Перевод текста книги Левит
|            | וְאֶת־זָכָר, לֹא תִשְׁכַּב מִשְׁכְּבֵי אִשָּׁה; תּוֹעֵבָה הִוא׃‬ |  | Καὶ μετὰ ἄρσενος οὐ κοιμηθήσῃ κοίτην γυναικός βδέλυγμα γάρ ἐστιν. |  |
| Лев. 18:22 |                                        |  |                                                                   |  |

В Синодальном переводе Библии (источником которого наряду с Масоретским текстом является греческий текст Септуагинты) текст Левит 20:13 переводится:

«Если кто ляжет с мужчиною, как с женщиною, то оба они сделали мерзость: да будут преданы смерти, кровь их на них».— Синодальный перевод
Далее в 20 главе перечисляются виды греха, наказание за которые, наряду с гомосексуализмом, — смертная казнь. В их числе там же упоминается прелюбодеяние (стих 10), инцест, сексуальные отношения с родственниками разной степени родства. (стих 11,12,14,17), мужеложство (стих 13), и скотоложство (стих 15,16), а также сексуальные отношения во время менструации (стих 18). Кроме этих грехов сексуального характера в той же главе предписано наказание смертью за грехи иного рода: злословие направленное против родителей, чародейство, посвящение детей Молоху.
Христианский перевод Библии, помимо синодального, существует во множестве. В большинстве экземпляров перевод подобен синодальному (например, English Standard Version, King James Version, New International Version, Revised Standard Version). 

«Вы не должны иметь сексуальных отношений с мужчиной, как имеете сексуальные отношения с женщиной; это отвратительное деяние».Оригинальный текст (англ.)You must not have sexual intercourse with a male as one has sexual intercourse with a woman; it is a detestable act.— Net Bible

«Не имей половых отношений с мужчиной, как с женщиной. Это страшный грех!».— World Bible Translation Center
Некоторые современные консервативные комментаторы этого стиха прямо употребляет термин «гомосексуализм», уклоняясь от точного следования оригинальному тексту, например: 

«Не практикуй гомосексуализм, это отвратительный грех».Оригинальный текст (англ.)Do not practice homosexuality; it is a detestable sin.— New Living Translation

«Гомосексуализм абсолютно запрещён, поскольку это ужасный грех».Оригинальный текст (англ.)Homosexuality is absolutely forbidden, for it is an enormous sin.— Living Bible
 Подобный перевод подвергается критике по следующей причине: термин «гомосексуализм» появляется в истории лишь во второй половине XIX века; в некоторых случаях он означает сексуальные действия, в других случаях — сексуальную ориентацию; оригинал обращается к мужчине, в то время как в Библии на иврите не содержится ни одного упоминания о лесбийских отношениях.
В то же время традиционный немецкий перевод Мартина Лютера 1575 года передаёт этот стих в несколько ином смысле, приближая его к запрету однополой педофилии:

«Не ложись с мальчиком, как с женщиной, потому что это мерзость».Оригинальный текст (нем.)Du sollst nicht bei Knaben liegen wie beim Weibe; denn es ist ein Greuel.— Библия Лютера
Традиционные христианские богословы утверждают, что иудейские авторы I в. понимали этот текст так же, как и они.

## Тексты Нового Завета

### Текст Послания Римлянам
В первой главе послания Римлянам, Павел, говоря о Божьем отношении к язычникам, которые «познав Бога, не прославили Его, как Бога, и не возблагодарили, но осуетились в умствованиях своих», указывает на решение Бога дать им полную свободу действий:

то и предал их Бог в похоти сердец их нечистоте, так что они сквернили сами свои тела. Они заменили истину Божию ложью, и поклонялись, и служили твари вместо Творца, Который благословен во веки, аминь. Потому предал их Бог постыдным страстям: женщины их заменили естественное употребление противоестественным; подобно и мужчины, оставив естественное употребление женского пола, разжигались похотью друг на друга, мужчины на мужчинах делая срам и получая в самих себе должное возмездие за своё заблуждение.
— Рим. 1:24-27

### Тексты Первого послания Коринфянам и Послания Тимофею
В шестой главе Первого послания Коринфянам Павел в контексте рассуждений о суде Божьем упоминает некоторые грехи в форме перечисления лиц, которые не наследуют Царство Божье. В их числе упоминаются άρσενοκοίται (на русский язык это слово традиционно переводится как «мужеложники», например, в Синодальном переводе) и μαλακια (малакии).

Или не знаете, что неправедные Царства Божия не наследуют? Не обманывайтесь: ни блудники, ни идолослужители, ни прелюбодеи, ни малакии, ни мужеложники, ни воры, ни лихоимцы, ни пьяницы, ни злоречивые, ни хищники — Царства Божия не наследуют.
— 1Кор. 6:9-10
В первой главе первого послания Тимофею, Павел тоже перечисляет некоторые грехи, и этот список по форме и содержанию во многом похож на текст 1 Кор. 6:9-10. В этом тексте также упоминается слово άρσενοκοίται, которое традиционно (например, в Синодальном переводе) также переводится как «мужеложники»:

…зная, что закон положен не для праведника, но для беззаконных и непокоривых, нечестивых и грешников, развратных и оскверненных, для оскорбителей отца и матери, для человекоубийц, для блудников, мужеложников, человекохищников, (клеветников, скотоложцев,) лжецов, клятвопреступников, и для всего, что противно здравому учению…
— 1Тим. 1:9-10

## Богословская интерпретация текста Библии
В христианском богословии текст Библии рассматривается как одно целое: при интерпретации ветхозаветного текста учитываются комментарии и интерпретация этого текста в Новом Завете, аналогично, в интерпретации текста Нового Завета учитывается текст Ветхого. В богословии исторической церкви в качестве источника вероучительной доктрины наряду со Священным Писанием рассматриваются тексты Отцов Церкви, раннехристианская литература, отражающая особенности понимания новозаветного текста авторами первых веков христианской эпохи, и Священное Предание.
В иудаизме интерпретация текста Танаха связана с иудейской богословской традицией, представленной раввинистической литературой Мишны, Талмуда и Мидрашей.

### Сотворение человека

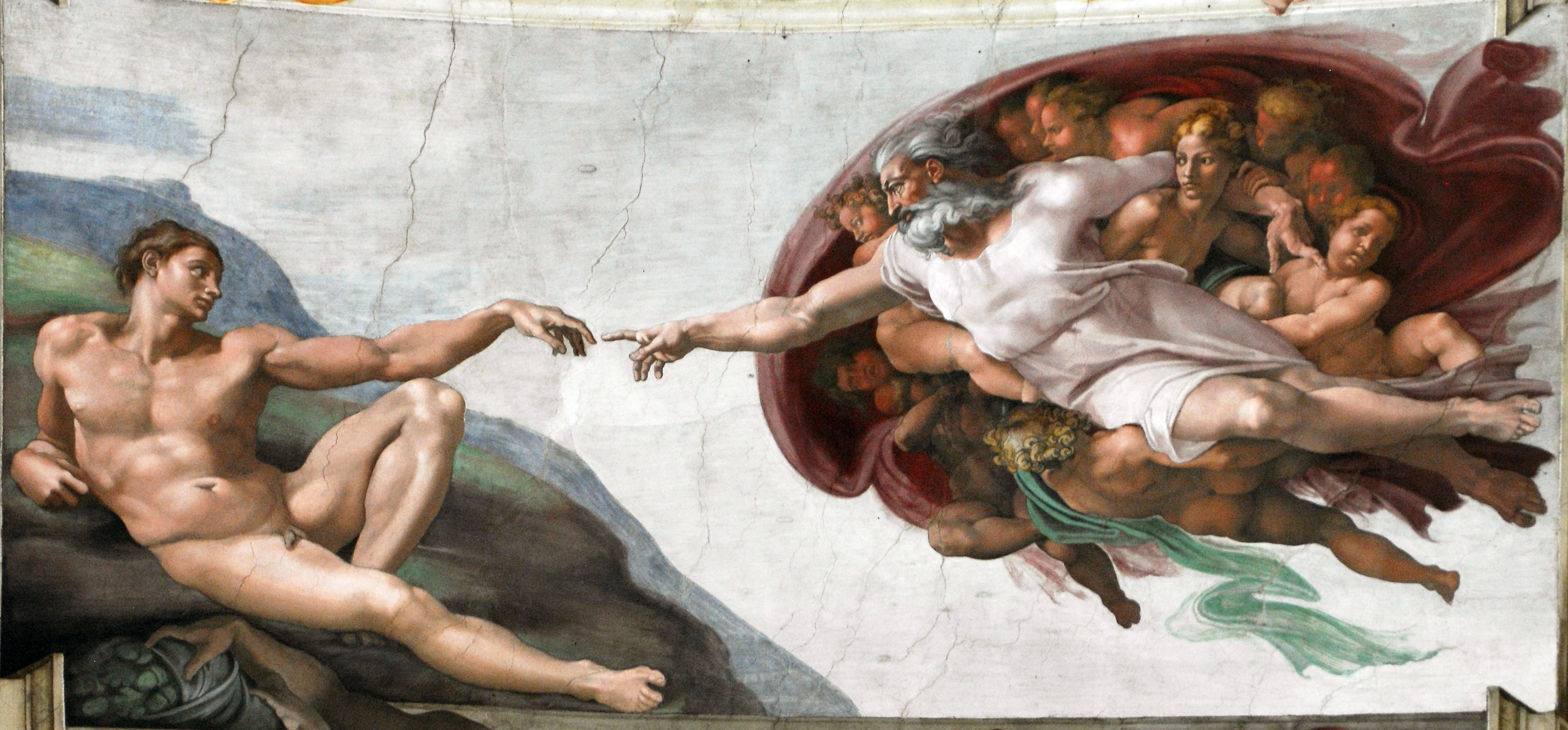
Фреска «Сотворение Адама»

Повествование о сотворении человека содержится в книге Бытия 1:26-28 и рассматривается христианскими богословами в качестве библейского взгляда на сексуальные отношения. Основной упор делается на слова: «сотворил Бог человека по образу Своему, по образу Божию сотворил его; мужчину и женщину сотворил их» и последующей формуле благословения содержащей повеление размножаться и наполнять землю.
Консервативные богословы рассматривают данный отрывок как образ воли Божьей, выраженный в союзе мужчины и женщины, в котором два человеческих существа дополняют друг друга и соответствуют друг другу:56-58. В частности, подобным подходом руководствовался Карл Барт, хотя и не в отношении вопроса сексуальности.

### Книга Левит
Консервативные христианские богословы:143-144 рассматривают данный отрывок Библии как категорический запрет гомосексуальных отношений, указывая что согласно библейскому тексту это нечто совершенно противное Богу:158.
Ряд авторов обращает внимание, что Библия использует очень сильный термин для оценки гомосексуализма — «мерзость». Американский социолог и криминолог Дэвид Гринберг, комментируя отношение Библии, отмечает: «Когда слово toevah („мерзость“) появляется в еврейской Библии, оно может относиться к идолопоклонству, культовой проституции, магии или гаданию; иногда оно используется в более широком контексте. Но оно всегда обозначает нечто ужасное, отвратительное». Например, этим же словом Библия обозначает принесение в жертву детей.
Некоторые богословские источники могут рассматривать этот отрывок с позиции не вызывающего сомнения осуждения гомосексуализма в целом, при этом указывая на языческие ритуалы, во время которых практиковались гомосексуальные отношения.
Богословы традиционной школы подчеркивают, что сам апостол Павел не считал, что требования Бога о чистоте сексуальных отношений, изложенные в законе Моисея, утратили силу для христиан, и что евангельская свобода от ветхозаветнего закона не затрагивает моральный аспект включающий запрет гомосексуальных отношений, но лишь церемониально-диетический, обусловленный временем и культурой. При этом они уточняют, что запрет на гомосексуальные контакты находится в книге Левит в одном ряду с запретом сексуальной практики другого вида, в частности, кровосмешения и зоофилии, рассматривающихся как незаконные и ныне.
Консервативные христианские богословы рассматривают в качестве запретной любую форму однополой сексуальной практики. В качестве примера они приводят заповедь, запрещающую супружескую измену: сама заповедь не содержит описательных подробностей, но при этом изменой считается не только вагинальный секс, но и другой вид сексуальной активности:143-144.

### История о Содоме и Гоморре

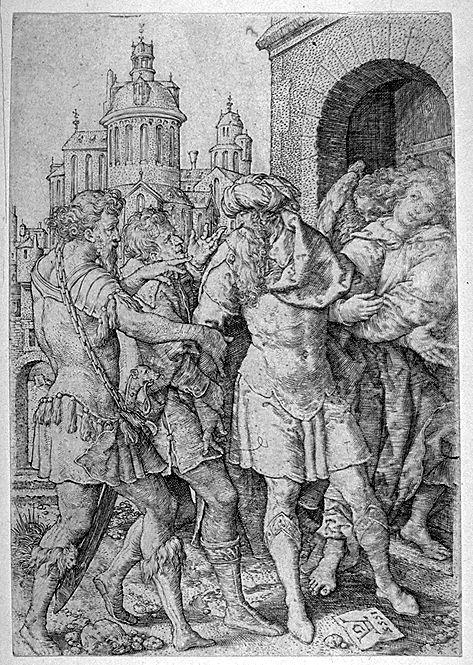
Библейское предание о Содоме: содомляне пришли к Лоту, чтобы «познать» его гостей

Эта библейская история также упоминается в Новом Завете в контексте осуждения за дерзостное греховное поведение, разврат и блудодейство — «Как Содом и Гоморра и окрестные города, подобно им блудодействовавшие и ходившие за иною плотью, подвергшись казни огня вечного, поставлены в пример» — Иуд. 1:7,8. См. также 2Пет. 2:6-12.
В Новом Завете Содом и Гоморра являются символами крайней нечестивости и вечного наказания. В христианском богословии Содом и Гоморра стали нарицательными для обозначения крайней степени сексуальной аморальности, крайней порочности и дерзостной греховности. Библия описывает содомлян как «жители же Содомские были злы и весьма грешны пред Господом» (Быт. 13:13), падение и гибель городов описывается как следствие их грехов и упоминается в Новом Завете в посланиях Иуд. 1:7,8 и 2Пет. 2:6-12 в контексте осуждения за дерзостное греховное поведение, где под «осквернением плоти» и «хождением за иной плотью» понимают гомосексуализм, распространённый не только в Содоме, но и в окрестных городах.
Согласно раннехристианским комментаторам Библии, гомосексуализм был причиной тяжкого наказания, которому были подвергнуты жители Содома. Специалист по Ветхому Завету Гордон Венам пишет: «комментаторы Библии понимают, что требование со стороны жителей Содома „познать“ посетителей их города является требованием гомосексуального сношения». Древнееврейский глагол יָדַע‎ (yada, «познал»), используемый для описания действий сексуального характера, явно указывает на сексуальные намерения жителей города. Об этом же говорит и предложение Лота пожертвовать своими дочерьми ради спасения чести гостей, явно подразумевающее сексуальные отношения.
Говоря о грехе гомосексуальных сношений, комментаторы Библии указывают и на прочие грехи. Особенную тяжесть преступлениям содомлян добавляет направленность их действий на гостей. На это обращает внимание, в частности, теолог и библеист Роберт Гэгнон, который делает акцент на том, что тяжесть греха Содома и Гоморры заключалась в попытке сексуальных надругательствах над гостями. По мнению Венама, речь идёт не о гомосексуализме как таковом, а о нападении на гостей с отчётливыми гомосексуальными намерениями. По мнению священника Льва Шихлярова, поведение содомлян свидетельствует не только о половой, но главным образом о духовной извращённости, ненависти и жестокости. В Толковой Библии Лопухина указывается, что «вся тяжесть преступного поведения содомлян состояла в ненормальности и извращённости их полового чувства, порождавшей противоестественные пороки деторастления и мужеложства, получившие после техническое наименование „содомского греха“». Там же сказано, что дела Содома и Гоморры, дошедшие до Бога и повлекшие возмездие, указывают на «грех притеснения слабых сильными, соединённый с кровопролитием и убийством», чем «страдали и жители Содома, которые отличались крайней нравственной распущенностью и высокомерно-презрительным отношением к низшим и слабейшим (Иез. 16:47-56)». Архиепископ Лука (Войно-Ясенецкий) в комментарии к Новому Завету пишет: «„ходившие за иною плотию“ — это значит, что Содом и Гоморра предавались мужеложеству и скотоложеству, и за это „подвергшись казни огня вечного, поставлены в пример“».
В своих комментариях этих стихов христианские богословы обращают внимание не только на сексуальный характер греховного поведения («блудодействующие», «неистово развратные»), но и на исключительную дерзость и наглость тех, чьи грехи сравнивают с грехами Содома и Гоморры, — примером греха человеческого и суда Божия, а также символом последствий нарушения основополагающего принципа святости — смешения несовместимого. Богословы указывают, что апостол напоминает судьбу Содома любителям пороков — тем «мечтателям, которые оскверняют плоть» (Иуд. 1:8), в их числе оскверняющим себя половыми извращениями, но оправдывающими себя благодатью Божией (Иуд. 1:4), тем самым извращая смысл Божьей благодати.
Основным вопросом в контексте обсуждения гомосексуальных действий является гомосексуальное домогательство жителей Содома и Гоморры гостей Лота, а также домогательство жителей Гивы левита и последующее групповое гетеросексуальное изнасилование наложницы. При этом различия в интерпретации текста о насилии в Гиве Вениаминовой аналогичны различиям интерпретации повествования о Содоме и Гоморре.
Консервативные толкователи делают упор на греховности акта гомосексуализма самого по себе, признавая при этом, что изнасилование является крайней формой греха. Так, Толковая Библия Лопухина утверждает по этому поводу: 

«Гивитяне, подобно мужам Содома (Быт 19.4-5), соединявшие с жестокостью любострастие и мужеложство, требовали от старца, оказавшего левиту гостеприимство, выдать левита для акта мужеложства с ним».
Основное различие между консервативным и либеральным взглядом на историю Содома и Гоморры состоит в том, что консерваторы считают данный текст релевантным в вопросе о библейском понимании гомосексуализма, тогда как либералы считают, что у него нет оснований использоваться в дискуссии о гомосексуализме.
Консервативная точка зрения, представленная в трудах Отцов Церкви, акцентирует внимание на двух аспектах: во-первых, на противоестественности гомосексуализма, и, во-вторых, на крайней развращённости жителей Содома и Гоморры достигшей своего апогея в попытке совершить групповое гомосексуальное изнасилование гостей, что является страшным оскорблением и бесчестьем по отношению к человеку и грубейшим образом противоречит духу и долгу восточного гостеприимства. Так, в комментариях к Толковой Библии Лопухина говорится:

«„И вызвали Лота и говорили ему: где люди, пришедшие к тебе на ночь? выведи их к нам; и мы познаем их…“ Из этих слов видно, что поведение собравшейся толпы содомитов было вызывающим: оно угрожало как самому Лоту — нарушением его священного долга гостеприимства, так и ещё больше его гостям — поруганием их чести. На характер последнего выразительно указывают слова: „да познаем их“, имеющие в Библии весьма определённый, специфический смысл (4:1; 24:16; и др.), обозначающий половой акт. Вся тяжесть преступного поведения содомитов состояла в ненормальности и извращении их полового чувства, порождавшем противоестественные пороки деторастления и мужеложства, получившие позже техническое наименование „содомского греха“».
Иллюстрируя степень развращённости содомитов, Иоанн Златоуст подчёркивает библейское утверждение, что все жители города жаждали совершить гомосексуальное надругательство:

«„Ещё не легли они спать, как городские жители, Содомиты от молодого до старого, весь народ со всех концов города, окружили дом и вызвали Лота и говорили ему: где люди, пришедшие к тебе на ночь? выведи их к нам; и мы познаем их“ (Быт.19:4-5). <…> Смотри „окружили“, сказано, „дом, от молодого до старого, весь народ со всех концов города“. Какое великое согласие во зле, какое сильное стремление к греху, несказанная чрезмерность беззакония, непростительное намерение! „От молодого“, сказано, „до старого“: не только юноши, но и старые летами, и весь народ вкупе, стремились к этому беззаконию. Не устыдились они дерзнуть на это бесстыдное и срамное дело, не подумали о Всевышнем Оке, не посовестились и перед праведником, не пощадили и тех, которых признавали за странников, и которые пользовались его гостеприимством…»
Повествование о развращении городов Содома и Гоморры начинается ещё в 18 главе книги Бытия, где содержатся слова: «И сказал Господь: вопль Содомский и Гоморрский, велик он, и грех их, тяжел он весьма». Толковая Библия Лопухина комментирует эти слова о грехе Содома и Гоморры следующим образом:

«Это уже известный нам библейский образ, выражающий ту мысль, что всякое насилие и неправда, совершающиеся на земле, не скроются от божественного всеведения и получат от Него соответствующее возмездие (4:10; 6:13; Исх. 3:7; Ис. 5:7). В особенности так часто изображается грех притеснения слабых сильными, соединённый с кровопролитием и убийством (Быт. 4:10; Втор. 24:14-15); им страдали и жители Содома, которые отличались крайней нравственной распущенностью и высокомерно-презрительным отношением к низшим и слабейшим (Иез. 16:47-56)».
Последняя упомянутая ссылка подразумевает осуждение Содома и Гоморры, содержащееся в книге пророка Иезекииля, где грех этих городов описывается следующим образом: 

«Вот в чём было беззаконие Содомы, сестры твоей и дочерей её: в гордости, пресыщении и праздности, и она руки бедного и нищего не поддерживала. И возгордились они, и делали мерзости пред лицом Моим, и, увидев это, Я отверг их» (Иез. 16:49-50).
Новый Завет описывает причину наказания Содома и Гоморры — блудодеяние и хождение за «иною плотью» (Иуд.1:7): 

Как Содом и Гоморра и окрестные города, подобно им блудодействовавшие и ходившие за иною плотью, подвергшись казни огня вечного, поставлены в пример
Представители консервативной богословской позиции в вопросе о причине истребления Содома и Гоморры делают акцент на греховности гомосексуальных отношений самих по себе, независимо от формы проявления, не упоминая других грехов жителей этих городов. Такое утверждение делается, в частности, в Основах социальной концепции РПЦ: «Библия повествует о тяжком наказании, которому Бог подверг жителей Содома (Быт. 19. 1-29), по толкованию святых отцов, именно за грех мужеложства».
История осуждения городов Содома и Гоморры используется в качестве аргумента против легализации однополых браков или однополых партнёрств в ряде стран мира.

### История о левите с наложницей в Гиве Вениаминовой
Данный сюжет описывается в Книге Судей. Наложница (пилегеш) левита была изнасилована некими людьми из колена Вениаминова, после чего умерла. Левит разрезал тело наложницы на 12 частей и разослал 12 коленам израилевым.
Разъярённые племена Израиля потребовали свершить возмездие и отдать злоумышленников под суд. Вениамитяне отказались выдать преступников на суд других колен, спровоцировав гражданскую войну, в результате которой израильтяне систематически истребляли колено Вениаминово, в том числе женщин и детей. Кроме того, израильтяне поклялись не выдавать своих дочерей замуж за вениаминцев.
Когда колено было истреблено практически полностью, включая всех женщин, было решено, что необходимо позволить колену выжить. Мужчины из города Явеш-Гилада (Иавис Галаадский), которые отказались участвовать в наказании вениамитян, были перебиты. Их дочери были выданы за выживших мужчин из этого колена (Суд. 19—21). В результате войны колено Вениаминово стало «наименьшим из колен». Однако Гива Вениаминова позже была заселена тем же коленом: первый царь Израиля, Саул, происходил из этого колена (1Цар. 9:1, 2), из города Гивы (1Цар. 10:26).

### Первое послание Апостола Павла Коринфянам
Буквальный перевод древнегреческого термина μαλακός (ед. ч., мн. μαλακοί) из Первого послания Коринфянам 6:9 — «мягкий», «нежный», «роскошный», «изящный», «элегантный», «утончённый» (в текстах Матфея 11:8, Луки 7:25 это слово употребляется в отношении одежды из мягкой ткани, которую носили богачи) и означает пассивного гомосексуалиста.
Считается, что два слова — ἀρσενοκοίτης и μαλακός, употребленные вместе, обозначают гомосексуальную пару, осуждая как активного, так и пассивного партнёра. Эта версия представлена, к примеру, в переводе Библии English Standard Version. В переводе Библии New American Standard Bible это слово интерпретируется как «женоподобный» (англ. effeminate, употребляется как синоним «гомосексуалиста»). В примечании перевода Библии New King James Version слово μαλακός интерпретируется как «мальчик — партнёр гомосексуалиста» (англ. catamites).
В некоторых комментариях под малакиями понимаются изнеженные сластолюбцы. Уильям Баркли: «Слово малакос означает мягкого, изнеженного, женоподобного человека, утратившего мужественные черты и живущего ради наслаждения тайными пороками». Библейский словарь Вихлянцева: «пресыщенный, изнеженный человек, чрезмерно предающийся удовольствиям и сладострастию».
В православных библейских комментариях слово «малакия» понималось в значении «пассивный гомосексуалист» (комментарии Феофилакта Болгарского) или онаниста (св. Феофан Затворник, русская христианская традиция
).
В некоторых изданиях в современном английском переводе, в New International Version и более позднем International Standard, μαλακός переводится без прямого указания на гомосексуализм — как «проститутка мужского пола» (англ. male prostitutes).

### Первое послание Апостола Павла Тимофею
Термин ἀρσενοκοίτης (ед. ч., мн. ἀρσενοκοῖται), используемый ап. Павлом в 1 Послании Тимофею 1:10, означает «мужчина, который вступает в сексуальные отношения с другим мужчиной, гомосексуалист» и в русском синодальном переводе переводится как «мужеложники».
Исследователи считают, что слово ἀρσενοκοίτης возникает из перевода Ветхого Завета с древнего иврита на древнегреческий язык Септуагинты, где отрывок Левит 18:22 переводится как «καὶ μετὰ ἄρσενος οὐ κοιμηθήσῃ κοίτην γυναικός βδέλυγμα γάρ ἐστιν» («kai meta arsenos ou koimēthēsē koitēn gunaikos bdelugma gar estin») (варианты русского перевода см. в обсуждении текста Левит 18:22).
Данный термин употреблялся отцами церкви для описания нетрадиционных сексуальных отношений. Так, Иоанн Златоуст в IV в. использует ἀρσενοκοῖται в отношении общепринятой в период греко-римской культуры, педерастии. Патриарх Иоанн IV Константинопольский в VI в. применил термин ἀρσενοκοῖται для обозначения анального гетеросексуального секса: «некоторые мужчины даже совершают грех ἀρσενοκοῖται с жёнами». Кроме того, Ипполит Римский в труде «Против ереси» описывает гностическое учение, в соответствии с которым злой ангел Наас прелюбодействовал с Евой и ἀρσενοκοίτης Адамом. В контексте предложения это слово понимается в значении гомосексуального акта.
Библия Лютера, официально использующаяся в немецкой евангелической церкви, переводит это слово как в Послании Коринфянам, так и в Послании Тимофею как Knabenschänder, понимая под этим исключительно сексуальное злоупотребление мужчиной мальчика. Официальный немецкий «Единый перевод» (Einheitsübersetzung), использующийся католической церковью в Германии, также употребляет слово Knabenschänder, однако вкладывает в него несколько иное значение, обозначая мужчину играющего активную гомосексуальную роль.
Обсуждение текста 1 Послания Апостола Павла Тимофею 1:10 аналогично обсуждению 1 Коринфянам 6:9. Консервативные богословы исходят из понимания, что слово ἀρσενοκοῖται описывает участников любого гомосексуального акта, и утверждают, что Апостол Павел называет их беззаконниками, приравнивая к блудникам и убийцам. Либеральные богословы оспаривают такую интерпретацию, относя это слово к ситуации гомосексуального насилия, либо к акту, имеющему ритуальный языческий характер (это показано выше в описании дискуссии вокруг Послания Коринфянам).

### Послание Апостола Павла к Римлянам
Послание Апостола Павла Римлянам 1:24—27 консервативными христианами считается «наиболее важной библейской ссылкой при обсуждении гомосексуализма»:5.
С точки зрения консервативных богословов[кого?], данный стих описывает прекращение «естественного употребления женского пола» и рассматривается как описание последствий отказа от почитания Бога для человека, в результате чего «извращаются… инстинкты, изменяя своему истинному предназначению» и человек отдаётся «на волю противоестественного порока». Данные богословы настаивают, что в этих стихах Апостол Павел говорит, что любой гомосексуальный акт — явление противоестественное.
Это место также считается единственным упоминанием в Библии женского гомосексуализма. Традиционные богословы считают, что этим Апостол Павел объявляет любой гомосексуальный акт — явлением противоестественным, и приравнивает его к идолопоклонству.

## Рассмотрение гомосексуализма в контексте покаяния и исправления
Библейское повествование рассматривает вопрос гомосексуализма как с точки зрения моральных норм Библии, так и с точки зрения раскаяния в этом грехе под влиянием евангелической проповеди.
Согласно традиционному христианскому богословию, люди, практикующие гомосексуальные отношения, не могут быть спасены и не наследуют Царство Небесное. Среди прочих христианских авторов, это отражено в работах Д. Ф. Райта (D. F. Wright), Джеймса Янга (James B. De Young) и доктора Роберта Гагнона (Dr. Robert A. J. Gagnon).
Православные священники предлагают решать проблему гомосексуальной практики через покаяние и молитву. Некоторые из них настаивают на том, что никакой биологической, гормональной, природной предрасположенности к гомосексуальности нет и отрицают депатологизацию, которая произошла в области медицины.
В 1 Послании Коринфянам вслед за перечислением списка грехов в 1 Кор. 6:9,10, в которых упоминаются мужеложники и малакии, следует 11 стих:

И такими были некоторые из вас; но омылись, но освятились, но оправдались именем Господа нашего Иисуса Христа и Духом Бога нашего.
— 1Кор. 6:11
Исследователи Библии обращают внимание на то, что апостол Павел рассматривает проблему гомосексуализма в некоторых случаях более развернуто (например, в Послании к Римлянам) в контексте гораздо более общей темы универсальной греховности человека и Божественного ответа на неё в Евангелии.
Консервативное христианское богословие указывает Библию как источник, содержащий ответ на вопросы, с которыми сталкиваются люди с гомосексуальными наклонностями, а не только осуждающий их поведение, при этом обращая внимание не только на греховность гомосексуализма, но и на выход из этой проблемы с помощью Бога, как это делал апостол Павел. Более того, в контексте высказывания Павла в послании Римлянам видится не только осуждение гомосексуализма, но и предостережение самодовольного осуждения грешников, впавших в этот грех (Рим. 2:1: «Итак, неизвинителен ты, всякий человек, судящий другого, ибо тем же судом, каким судишь другого, осуждаешь себя, потому что, судя другого, делаешь то же»).

## Нетрадиционная интерпретация библейского текста
В конце XX века в США возникает ряд либеральных модернистских теологических концепций, рассматривающих некоторые социальные группы в качестве несправедливо дискриминируемых и стигматизируемых: квир-теология, теология феминизма, теология освобождения и другие.
Квир-теология родственна теологии освобождения и использует аналогичную методологию, полагая, что Библия провозглашает освобождение не только в духовном, но и в социальном смысле: от гнёта общественной стигматизации и дискриминации, объясняя при этом такое освобождение «исполнением воли Бога».
Интерпретация в квир-теологии библейских текстов, рассматривающих проблему гомосексуального поведения, осуществляется с позиций идеологического критицизма и является маргинальной.
Либеральная позиция опирается на современные представления о гомосексуальности как форме сексуальной ориентации, подчёркивая отсутствие этих представлений у древних библейских авторов. Сторонники такой позиции считают, что осуждающее отношение к гомосексуальной активности было культурологически обусловлено и устарело в наше время, подобно тому как устарели многие другие явления, о которых Библия говорит как о приемлемых и даже санкционированных Богом в условиях древнего мира.
Кардинальным различием между мнением либеральных и консервативных богословов в этом вопросе является понимание неизменных моральных принципов. Консервативные богословы признают, что в Библии описаны временны́е установления, свойственные культуре прошлого, но осуждение гомосексуального акта относят к области неизменного морального закона. Либеральные же богословы не поддерживают точку зрения об аморальности гомосексуальных отношений, если они основаны на любви и преданности.
В то же время либералы напоминают консерваторам о том, что церковь исторически традиционно поддерживала несправедливые социальные явления, такие как рабство или дискриминация женщин, опираясь на религиозные традиции и используя Библию в качестве аргумента. Так, в США часто употребляется сравнение гомофобии с рабством и расизмом, которые находили оправдание в христианской традиции прошлого и были преодолены с большим трудом.

### Критика версии об осуждении гомосексуальной связи только преступного или ритуального характера
В последние десятилетия возникло несколько версий интерпретации текста Нового Завета, выражающих идею о том, что Павел осуждал только преступные и ритуальные гомосексуальные действия, но не был против самого гомосексуализма в целом, и эти версии уже нашли свое отражение и в некоторых вариантах современного перевода.
Христианские богословы, в частности, Норман Гейслер, выступая с критикой подобной ревизионистской интерпретации, указывают на некоторые обстоятельства, свидетельствующие о необоснованности этой теории:
- Когда в переводе Библии пишется о «гомосексуалистах-преступниках» (англ. homosexual offenders, перевод άρσενοκοίται на английский в New International Version[англ.]), то преступление подразумевается именно в самом гомосексуализме, а не в преступном гомосексуальном действии, как противоположности непреступному (слово «homosexual» определяет гомосексуальный характер преступления, а не наоборот, то есть говорится о гомосексуальном виде преступления, а не об одном преступном виде среди каких-либо разрешенных гомосексуальных действий[75]).
- Если только преступные гомосексуальные действия греховны, то почему этот подход неприменим к блудникам и идолослужителям, которые упоминаются рядом в этих отрывках?
- Во всей Библии нет ни одного упоминания о том, что только преступные или ритуальные гомосексуальные действия являются грехом.